# Chaotic Wonderland
Chaotic Wonderland – pierwszy japoński minilbum południowokoreańskiej grupy TXT, wydany 10 listopada 2021 roku nakładem wytwórni Universal Music Group. Został wydany w 3 edycjach: regularnej i 2 limitowanych (A i B). Album osiągnął 1 pozycję w rankingu Oricon i pozostał na liście przez 5 tygodni, sprzedał się w nakładzie 185 447 egzemplarzy. Zdobył status złotej płyty.

## Lista utworów
| CD | CD                                                                    | CD | CD                                                               | CD      |
| Nr | Tytuł utworu                                                          | Muzyka | Producent                                                        | Długość |
| -- | --------------------------------------------------------------------- | --- | ---------------------------------------------------------------- | ------- |
| 1. | „0X1=LOVESONG (I Know I Love You)” (feat. Rira Ikura) (Japanese Ver.) | Slow Rabbit, RM, Derek "Mod Sun" Smith, Andrew Migliore, Melanie Joy Fontana, "Hitman" Bang, Danke, Will Simms, Gabriel Brandes, Matt Thomson, Max Lynedoch Graham | Slow Rabbit                                                      | 3:25    |
| 2. | „Ito”                                                                 | Greeeen | Alysa                                                            | 4:03    |
| 3. | „MOA Diary (Dubaddu Wari Wari)” (Japanese Ver.)                       | Matt Thomson, Max Lynedoch Graham, Gabriel Brandes, Alex Karlsson, Taehyun, Big Hit Music, James F Reynolds, Beomgyu, Soobin, Yeonjun, Hueningkai                  | Arcades                                                          | 3:08    |
| 4. | „Magic”                                                               | Olly Murs, Sarah Blanchard, Richard Boardman, Pablo Bowman, Anders Froen, Aaron Hibell                                                                             | The Six, Aaron Hibell, Jenna Andrews, Rob Grimaldi, Stephen Kirk | 2:39    |

## Notowania
| Lista                              | Pozycja |
| ---------------------------------- | ------- |
| Oricon Weekly Album Chart          | 1       |
| Billboard Japan Hot Albums         | 1       |
| Billboard 200                      | 177     |
| World Albums (Billboard)           | 4       |
| Belgian Albums (Ultratop Wallonia) | 83      |